# Líšný
Líšný är en ort i Tjeckien. Den ligger i den norra delen av landet, 80 km nordost om huvudstaden Prag. Líšný ligger 278 meter över havet och antalet invånare är 248.
Terrängen runt Líšný är huvudsakligen kuperad, men åt sydväst är den platt. Líšný ligger nere i en dal. Runt Líšný är det ganska tätbefolkat, med 65 invånare per kvadratkilometer. Närmaste större samhälle är Liberec, 17,3 km nordväst om Líšný. Omgivningarna runt Líšný är en mosaik av jordbruksmark och naturlig växtlighet.